# Luigi Frusci
Luigi Frusci (1879-1949) est un général italien, commandant des forces italiennes en Érythrée (Afrique orientale italienne) durant la Campagne d'Afrique de l'Est de la Seconde Guerre mondiale.